# Barbus guineensis
Barbus guineensis е вид лъчеперка от семейство Шаранови (Cyprinidae).

## Разпространение
Видът е разпространен в Гвинея.

## Описание
На дължина достигат до 11,7 cm.